# Ponhea Leu
Huyện Ponhea Leu hay Ponhea Lueu (tiếng Khmer: ស្រុកពញ្ញាឮ) là một huyện (srok) thuộc tỉnh Kandal, Campuchia. Huyện được chia thành 14 xã (khum) và 141 làng (phum). Ở phía bắc của huyện, gần ranh giới giữa Kampong Speu và Kampong Chhnang là cố đô Oudong.
Các xã, thị trấn thuộc huyện Ponhea Leu, gồm: 
- Chhveang: Tang Sdok, Sdok Ta Chan, Sdok Pranuot, Prasat, Chhveang, Slaeng, Ta Kouk, Svay, Prey Koul, Tonsay Svet, Kakab, Ta Pech, Srae Ampil, Prey Phchek, Ta Aok, Pongro
- Chrey Loas: Slaeng, Ta Pet, Trapeang Robang, Thmei, Trapeang Veal, Prey Sopoar, Ta Kou, Popeae, Trapeang Sangkae, Tboung Voat, Trapeang Prolit, Ta Touch, Chrey Loas, Ta Chey, Tuol Prich
- Kampong Luong: Khleang Sbaek, Tuol Ngouk, Pou Touch, Sangvar, Peam Chumnik, Peam Longveaek, Chrouy Ruessei, Khla Tram
- Kampong Os: Dang Koum, Ta Meae, Kampung Os, Kdol, Ta Prum
- Kaoh Chen: Dang Koum, Preaek Chik, Preaek Kdam Pir, Preaek Kdam Muoy, Kaoh Chen, Sasei, Thnal Bat, Chong Kaoh, Kampong Roteh, Chrouy Sambuor, Ta Pov
- Phnum Bat: Pou Ral, Srah Pou, Trapeang Slaeng, Veal Thmei, Daeum Pou, Phnum Bat, Thommeak Srah, Kbal Spean, Ou Slat, Thma Sa, Thmei, Kamchat Preay, Kampong Krasang, Angk Serei, Sdok, Chhkae Lung, Kraol Khiev, Trapeang Roka, Chambak Phluoh, Thlok Angkrong, Thlok Trabaek, Banteay Touch
- Ponhea Lueu: Tuol Ampil, Ponhea Lueu, Preaek Lvea
- Ponhea Pon: Thum Tboung, Thum Cheung, Trapeang Snao, Boeng, Trapeang Pring, Srae Doun Touch, Prey Pongro, Veaeng
- Preaek Phnov: Duong, Pou Mongkol, Preaek Pnov, Phsar Lech, Kandal
- Preaek Ta Teaen: Pou Mongkol, Slaeng Dei Doh, Preaek Kdei
- Phsar Daek: Thommeak Treiy, Mlu Meun, Phsar Daek Leu, Phsar Daek Kraom, Pakdemakar, Chambak Meas, Tuol Angkonh, Phnum, Chey Otdam, Srah Pou
- Samraong: Kruos, Samraong Cheung, Samraong Kandal, Samraong Tboung
- Tumnob Thum: Lvea, Srae Ta Meaeng, Spean Tumloab, Sdok Chhuk, Srae Ta Sek, Svay Leab, Trapeang Chrov, Anhchanh, Trapeang Ruessei, Kamnab, Baek Thlang, Dambouk Mean Leak, Trapeang Andoung, Trapeang Thnong, Damnak Pring, Trapeang Prey Phum, Srae Reang, Ampil Rung, Trapeang Putrea
- Vihear Luong: Prak Kdar, Tep Pranam, Kampong Choh Vear, Chedei Tret, Ampil Dam Tuek, Sala Kat Sak, Thyung, Chedei Thmei, Pou Kambaor, Ampil Ph'aem, Thnal, Chakto Tis